# جيولوجيا اليابان
جيولوجيا اليابان , اليابان عبارة عن جزر كانت اولا نتيجة لعدة تحركات محيطات كبيرة حدثت خلال مئات ملايين من السنين من منتصف السيلوري  حتى العصر الحديث الاقرب نتيجة للاندساس لوح بحر الفلبين تحت الصفيحة الامورية إلى الجنوب، والاندساس لصفيحة المحيط  الهادئ تحت صفيحة اوخوتسك  إلى الشمال.

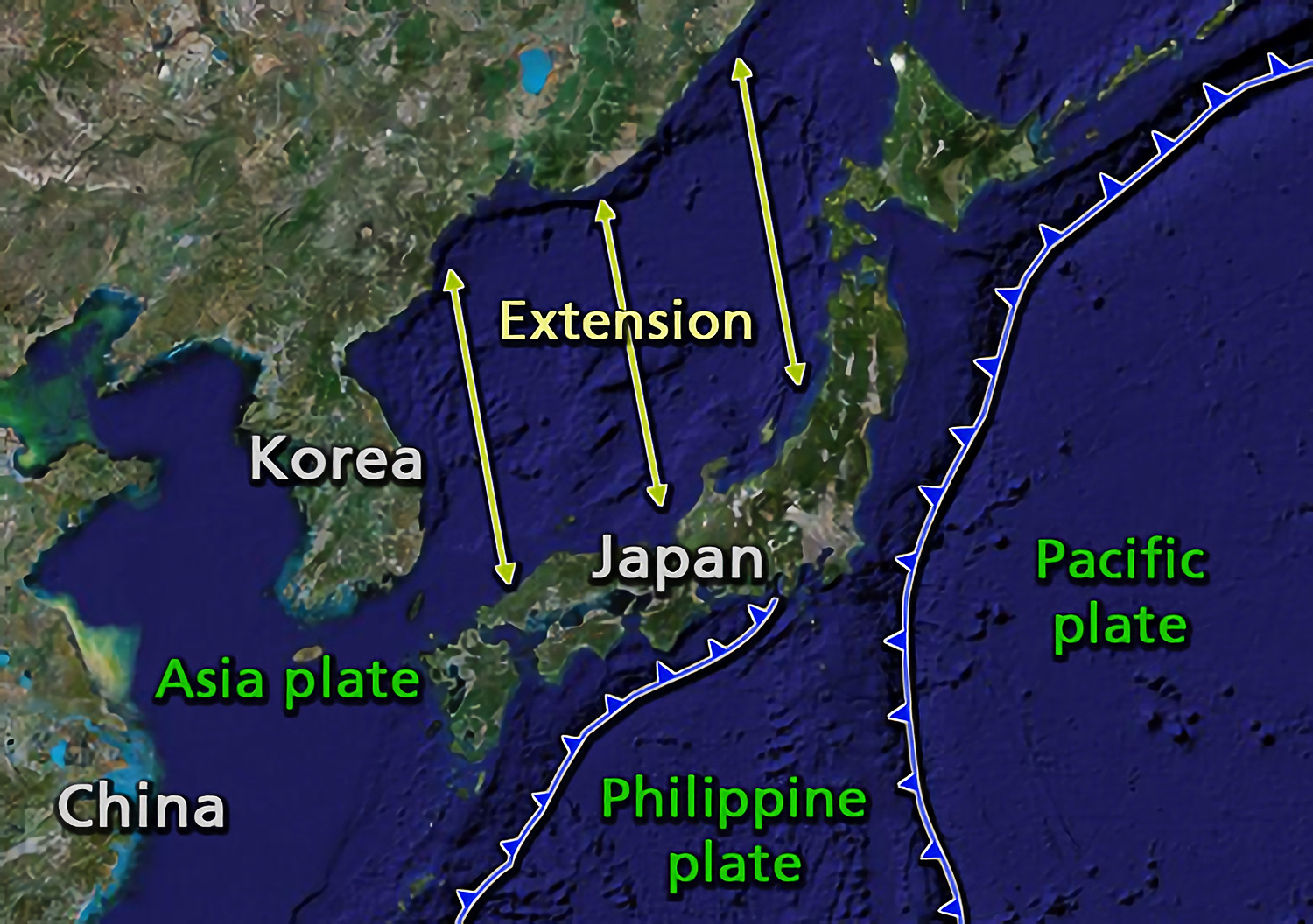
جزر اليابان أنشئت بعد انفصالها عن قارة اسيا

اليابان كانت اصلا متصلة مع شاطئ قارة الاوراسي من جهة الشرق. اندساسات الصفائح بدات تصبح اعمق من صفائح الاوراسي وسحبت اليابان نحو الشرق، افتتح بحر اليابان قبل حوالي 15 مليون سنة. مضيق تارتاري ومضيق كوريا افتتحت بعد ذلك بكثير.
اليابان تقع في منطقة بركانية في حلقة النار في المحيط الهادئ. تكرار شدة الهزة الارضية المنخفضة تحدث حركة بركانية تشعر من خلال الجزيرة. الهزات الارضية التي تنتج احيانا تسونامي وتحدث عدة مرات في القرن. ان احدث هزة ارضية كبرى هي الهزة الارضية والتسونامي في توكيو التي حصلت عام 2011, وهزة هانشين العظيمة عام1995 الينابيع الساخنة العديدة وتم تطويرها كما المنتجعات.